# Harry Isaacs (pianiste)
Henry Isaacs né à Londres le 3 juin 1902 et décédé le 9 décembre 1972 était un pianiste britannique.
Le nom d'Henry Isaacs reste notamment associé à William Primrose dont il a été l'accompagnateur.

## Biographie
Élève de la Royal Academy of Music, Harry Isaacs obtient le Philip L. Agnew Prize pour le piano en 1920 et le Frederick Westlake 
Memorial Prize en 1923.
Il accompagne nombreux de chanteurs et de chanteur puis joue avec le Quatuor Griller, le hautboïste Léon Goossens (années 1930)
À la fin des années 1930, professeurs tous les deux à la Royal Academy of Music Isaacs et le pianiste et compositeur York Bowen se produisent en duo avec succès jusqu'à la mort de Bowen en 1961.
À la fin des années 1930 il enregistre avec l'altiste William Primrose, puis durant la guerre, accompagne régulièrement l'altiste Winifred Copperwheat.
Après la Seconde Guerre Mondiale, Isaacs fonde le Trio Isaacs . C'est à ce moment qu'il commande à York Bowen une œuvre pour l'effectif de son ensemble : le Trio en mi mineur, op. 118.
Dans les années 1950, il se produit toujours accompagnant le violoniste Ralph Holmes ou des chanteurs.
Son répertoire soliste comprenait aussi bien Brahms que Rachmaninoff.

## Discographie
Avec Primrose
- Paganini, La campanella, extr. du concerto no 2, op. 7 dit Rondo à la clochette (1937 - Pearl)
- Kreisler, Liebesfreud (Pearl)